# Julie Taymor
Julie Taymor (ur. 15 grudnia 1952 w Newton, w stanie Massachusetts) – amerykańska reżyser filmowa, teatralna i operowa.
W 1974 ukończyła Oberlin College w Ohio.

## Dzieła broadwayowskie
- Juan Darien (1996)
- Król lew (1997)
- The Green Bird (2000)

## Filmografia
- Fool's Fire (1992), reżyser, producent filmowy, kostiumy
- Oedipus Rex (1993), reżyser, montażystka
- Tytus Andronikus (Titus, 1999), reżyser, producent filmowy, scenarzysta
- Frida (2002), reżyser, choreograf
- Across the Universe (2007), reżyser, materiały do scenariusza
- Burza (The Tempest, 2010), reżyser, producent filmowy, scenarzysta
- The Glorias (2020)

## Nagrody
- Międzynarodowy Festiwal Filmowy w Wenecji
  - W 2002 otrzymała Nagrodę Specjalną w kategorii Nagroda Fundacji Mimmo Rotelli za film Frida
  - W 2002 otrzymała nominację do Złotego Lwa w kategorii Udział w konkursie głównym za film Frida
- Włoska Akademia Filmowa
  - W 2008 otrzymała nominację do David di Donatello w kategorii Najlepszy film zagraniczny za film Across the Universe
- Międzynarodowa Akademia Prasowa
  - W 2000 otrzymała nominację do Złotej Satelity w kategorii Najlepszy scenariusz adaptowany za film Tytus Andronikus